# 一碘甲锗烷
一碘甲锗烷是一种甲锗烷的衍生物。

## 准备
一碘甲锗烷可以由一氯甲锗烷和碘化氢反应而成。
{\displaystyle {\ce {GeH3Cl + HI -> GeH3I + HCl}}}

## 性质
一碘甲锗烷是一种无色液体，可以水解。一碘甲锗烷与水反应缓慢，在室温下不稳定。它可以在−196°C的温度下保存。 
它和Me3N、F2PNH反应，可以得到F2PN(GeH3)R（R=H、GeH3、SiH3或PF2）。